# Mróz (powieść)
Mróz – książka Marcina Ciszewskiego wydana przez wydawnictwo Warbook w październiku 2010 roku. Akcja powieści ma miejsce w Warszawie w grudniu 2011 roku (akcja właściwa: 22–28 grudnia, fabuła sięga do 3 grudnia). Książka opowiada o działaniach zespołu policjantów z Komendy Stołecznej Policji, którzy w czasie rozwiązywania sprawy morderstwa meteorologa zostają wplątani w aferę polityczną. Głównym bohaterem jest dowodzący policjantami nadkomisarz Jakub Tyszkiewicz. Tłem do wydarzeń jest bardzo mroźna zima.
We wstępie autor deklaruje, że pisał powieść na przełomie roku 2008 i 2009 oraz wiosną 2010.

## Opis fabuły
22 grudnia 2011 roku zespół policjantów dowodzony przez nadkomisarza Jakuba Tyszkiewicza dostaje do rozwiązania sprawę zamordowania meteorologa Bartosza Wicherka. W skład zespołu, oprócz dowodzącego, wchodzą: komisarz Stanisław Krzeptowski, aspirant Jadwiga Stec, podkomisarz Antoni Smotrycz, komisarz Zuzanna Cehak oraz komisarz Henryk Niespodziany. Do pomocy zostaje im przydzielony młodszy inspektor Jan Tolak z Komendy Wojewódzkiej Policji w Krakowie, który okazuje się podesłanym agentem SKW. Po pierwszym dniu śledztwa zespołu śledztwo zostaje przekazane do CBŚ, a zespół zostaje rozdzielony. Chwilę później nadkomisarz Tyszkiewicz zostaje wezwany do premiera i na jego prośbę podejmuje śledztwo ponownie. Wraz z Krzeptowskim, Stec i Tolakiem prowadzą śledztwo przy współpracy agencji rządowych, a także jednostki GROM. W trakcie rozwiązywania sprawa morderstwa okazuje się powiązana z układem sił politycznych w Polsce, a także z zamachem na szefów służb specjalnych kilku państw, którzy przyjechali 3 grudnia 2011 roku na tajne spotkanie w okolicach Warszawy. W celu wywarcia nacisku na śledztwo, zostaje porwana żona Tyszkiewicza, niepełnosprawne dziecko Cehak oraz Antoni Smotrycz.
Okazuje się, że morderstwo miało związek z planowanym przewrotem w kraju, a tłem do wydarzeń było odkrycie złóż gazu łupkowego.